# XII. Zimske olimpijske igre – Innsbruck 1976.
XII. Zimske olimpijske igre su održane 1976. godine u Innsbrucku, u Austriji. Međunarodni olimpijski odbor je imao dosta poteškoća oko organizacije ovih Igara. Naime, prvi odabrani grad domaćin, Denver (SAD), je nakon nemogućnosti realizacije financijskog plana zbog protivljenja iskazanog na referendumu građana morao otkazati organizaciju Igara. Sljedeći kandidat je bio Whistler (Kanada), ali su i oni zapali u teškoće te nakon izbora nove vlade također odustali od organizacije. MOO je tada napravio jedino moguće, i zamolio grad Innsbruck, koji je imao već spremnu gotovo svu potrebnu infrastrukturu jer je već organizirao Zimske olimpijske igre 1964, da uskoči te samo 12 godina nakon prvih ugosti i druge ZOI u tom austrijskom gradu.
Igre su bile obilježene do tada najstriktnijim sigurnosnim mjerama zbog straha od mogućeg terorističkog napada sličnog onom na Ljetnim olimpijskim igrama u Münchenu četiri godine ranije. Srećom, ovaj puta nije bilo takvih incidenata.
U popis športova je uključena disciplina plesnih parova u umjetničkom klizanju.
U natjecateljskom programu su se istaknuli sljedeći pojedinci i momčadi:
- Ljubimac domaće publike Franz Klammer je u disciplini spusta u alpskom skijanju bio potpuno odlučan biti najbrži i osvojiti zlato, što mu je i uspjelo. Snimka njegove vožnje u kojoj je gotovo cijelu donju polovinu staze bio na samom rubu pada i danas gledateljima oduzima dah.
- Rosi Mittermaier iz Zapadne Njemačke je dominirala alpskim skijanjem za žene. Od tri discipline u tadašnjem programu ona je osvojila dva zlata (spust, slalom), te srebro u veleslalomu.
- John Curry, klizač iz Velike Britanije, je i prije Igara bio poznat po eleganciji i vrlo izražajnom klizanju, ali su mu neki suci zamjerali manjak akrobatike i teških elemenata. Curry se stoga za ove Igre posebno dobro pripremio upravo u teškim tehničkim elementima (skokovi, piruete) te je na kraju superiorno triumfirao i osavojio zlatnu medalju, i to s najvećim bodovnim skorom do tada ostvarenim u pojedinačnom klizanju.
- Na ovim je Igrama počela prevlast boba četverosjeda DR Njemačke, koji su ovdje osvojili prvo od ukupno tri uzastopna zlata koja su uslijedila na sljedećim ZOI.

## Popis športova
| - alpsko skijanje - biatlon - bob - brzo klizanje - hokej na ledu - sanjkanje |  | - nordijsko skijanje: - skijaško trčanje - nordijska kombinacija - skijaški skokovi - umjetničko klizanje |

## Popis podjele medalja
(Medalje domaćina posebno istaknute)
| Zimske olimpijske igre Innsbruck 1976. | Zimske olimpijske igre Innsbruck 1976. | Zimske olimpijske igre Innsbruck 1976. | Zimske olimpijske igre Innsbruck 1976. | Zimske olimpijske igre Innsbruck 1976. | Zimske olimpijske igre Innsbruck 1976. |
| -------------------------------------- | -------------------------------------- | -------------------------------------- | -------------------------------------- | -------------------------------------- | -------------------------------------- |
| Plasman                                | Država                                 | Zlato                                  | Srebro                                 | Bronca                                 | Ukupno                                 |
| 1                                      | SSSR                                   | 13                                     | 6                                      | 8                                      | 27                                     |
| 2                                      | Istočna Njemačka                       | 7                                      | 5                                      | 7                                      | 19                                     |
| 3                                      | SAD                                    | 3                                      | 3                                      | 4                                      | 10                                     |
| 4                                      | Norveška                               | 3                                      | 3                                      | 1                                      | 7                                      |
| 5                                      | Zapadna Njemačka                       | 2                                      | 5                                      | 3                                      | 10                                     |
| 6                                      | Finska                                 | 2                                      | 4                                      | 1                                      | 7                                      |
| 7                                      | Austrija                               | 2                                      | 2                                      | 2                                      | 6                                      |
| 8                                      | Švicarska                              | 1                                      | 3                                      | 1                                      | 5                                      |
| 9                                      | Nizozemska                             | 1                                      | 2                                      | 3                                      | 6                                      |
| 10                                     | Italija                                | 1                                      | 2                                      | 1                                      | 4                                      |
| 11                                     | Kanada                                 | 1                                      | 1                                      | 1                                      | 3                                      |
| 12                                     | Velika Britanija                       | 1                                      | 0                                      | 0                                      | 1                                      |
| 13                                     | Čehoslovačka                           | 0                                      | 1                                      | 0                                      | 1                                      |
| 14                                     | Lihtenštajn                            | 0                                      | 0                                      | 2                                      | 2                                      |
| 14                                     | Švedska                                | 0                                      | 0                                      | 2                                      | 2                                      |
| 16                                     | Francuska                              | 0                                      | 0                                      | 1                                      | 1                                      |
|                                        |                                        |                                        |                                        |                                        |                                        |
| Ukupno                                 | Ukupno                                 | 37                                     | 37                                     | 37                                     | 111                                    |